# Jaskuli járás

A Jaskuli járás Kalmükföldön

A Jaskuli járás (oroszul Яшкульский район) Oroszország egyik járása Kalmükföldön. Székhelye Jaskul.

## Népesség
- 1989-ben 21 086 lakosa volt, melynek 51,8%-a kalmük, 16,6%-a orosz, 9,5%-a dargin, 6,6%-a kazah, 5,8%-a csecsen.
- 2002-ben 15 734 lakosa volt, melynek 59,4%-a kalmük, 15,7%-a orosz, 7,6%-a dargin, 7,4%-a kazah, 4,7%-a csecsen, 0,5%-a ukrán, 0,2%-a német.
- 2010-ben 15 270 lakosa volt, melyből 9 736 kalmük (63,8%), 2 298 orosz (15,1%), 970 kazah (6,4%), 961 dargin (6,3%), 411 csecsen (2,7%), 268 avar (1,8%), 58 tatár, 55 ukrán, 42 ingus, 40 kumik, 34 azeri, 34 koreai, 27 kabard, 27 német, 24 karacsáj, 23 fehérorosz, 23 lezg, 23 örmény, 18 lak, 17 üzbég, 13 grúz, 13 kirgiz, 12 mordvin, 12 rutul, 11 cserkesz stb.